# Carracedelo
Carracedelo ist eine Gemeinde mit 3.423 Einwohnern (Stand: 2024) im nordwestlichen Zentral-Spanien in der Provinz León in der Autonomen Gemeinschaft Kastilien-León. Die Gemeinde besteht neben dem Hauptort Carracedelo aus den Ortschaften Carracedo del Monasterio, Posada del Bierzo, Villadepalos, Villamartín de la Abadía, Villanueva de la Abadía und Villaverde de la Abadía. 

## Geografie
Carracedelo liegt etwa 100 Kilometer westlich von León in einer Höhe von ca. 455 m am Río Cúa. Durch die Gemeinde führt die Autovía A-6. 

## Bevölkerungsentwicklung
| Jahr        | 1900 | 1950 | 1970 | 1981 | 1991 | 2001 | 2011 | 2021 |
| ----------- | ---- | ---- | ---- | ---- | ---- | ---- | ---- | ---- |
| Einwohner   | 2748 | 4159 | 3447 | 3262 | 3459 | 3530 | 3686 | 3403 |
| Quelle: INE |      |      |      |      |      |      |      |      |

## Sehenswürdigkeiten
- Zisterzienserabtei Santa María de Carracedo, 1203 begründet, 1835 aufgelöst
- Stefanskirche in Carracedelo
- Blasiuskirche in Villaverde de la Abadía
- Peterskirche in Villamartín de la Abadía
- Marienkirche in Villadepalos

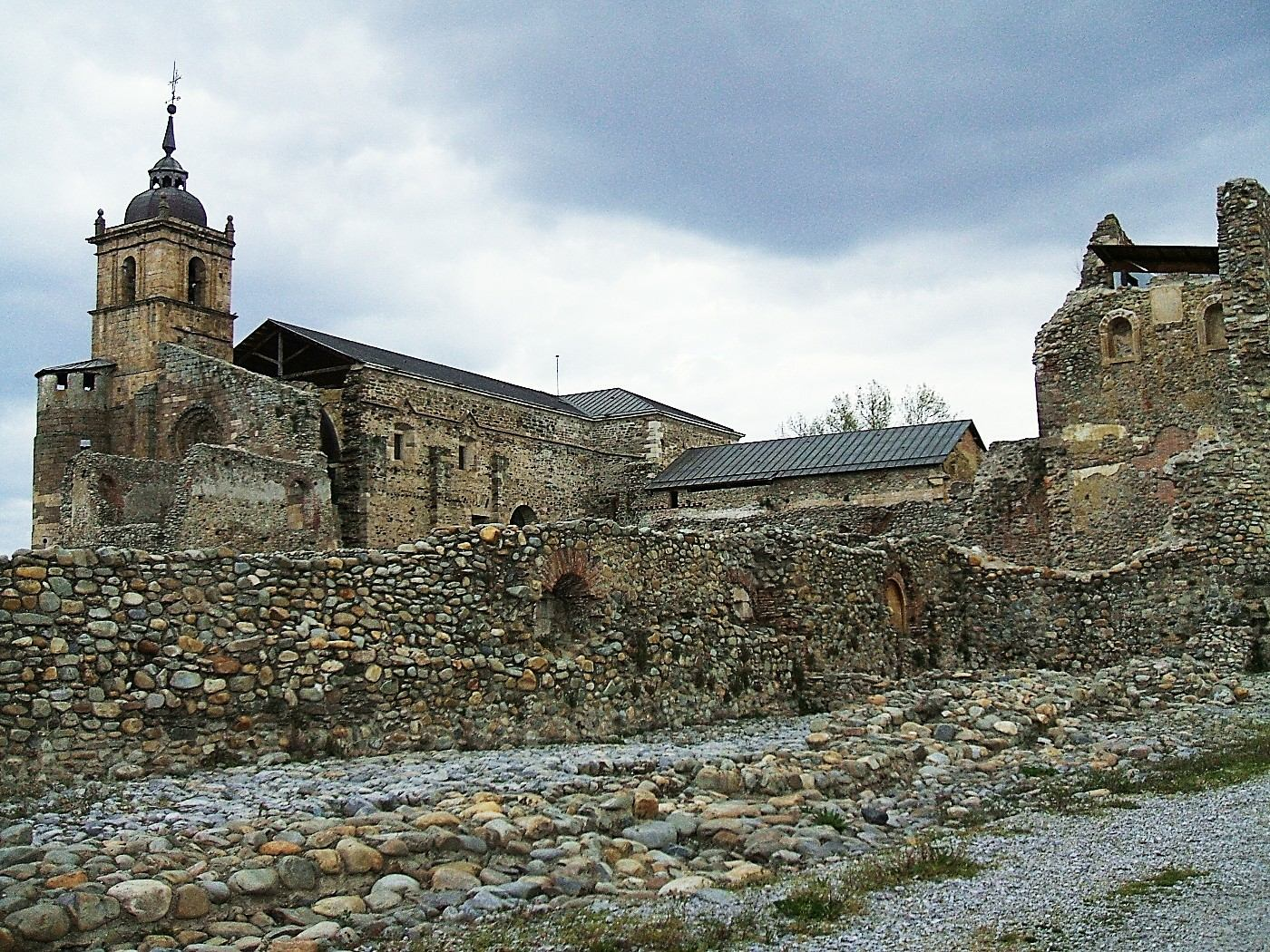
Kloster Carracedo
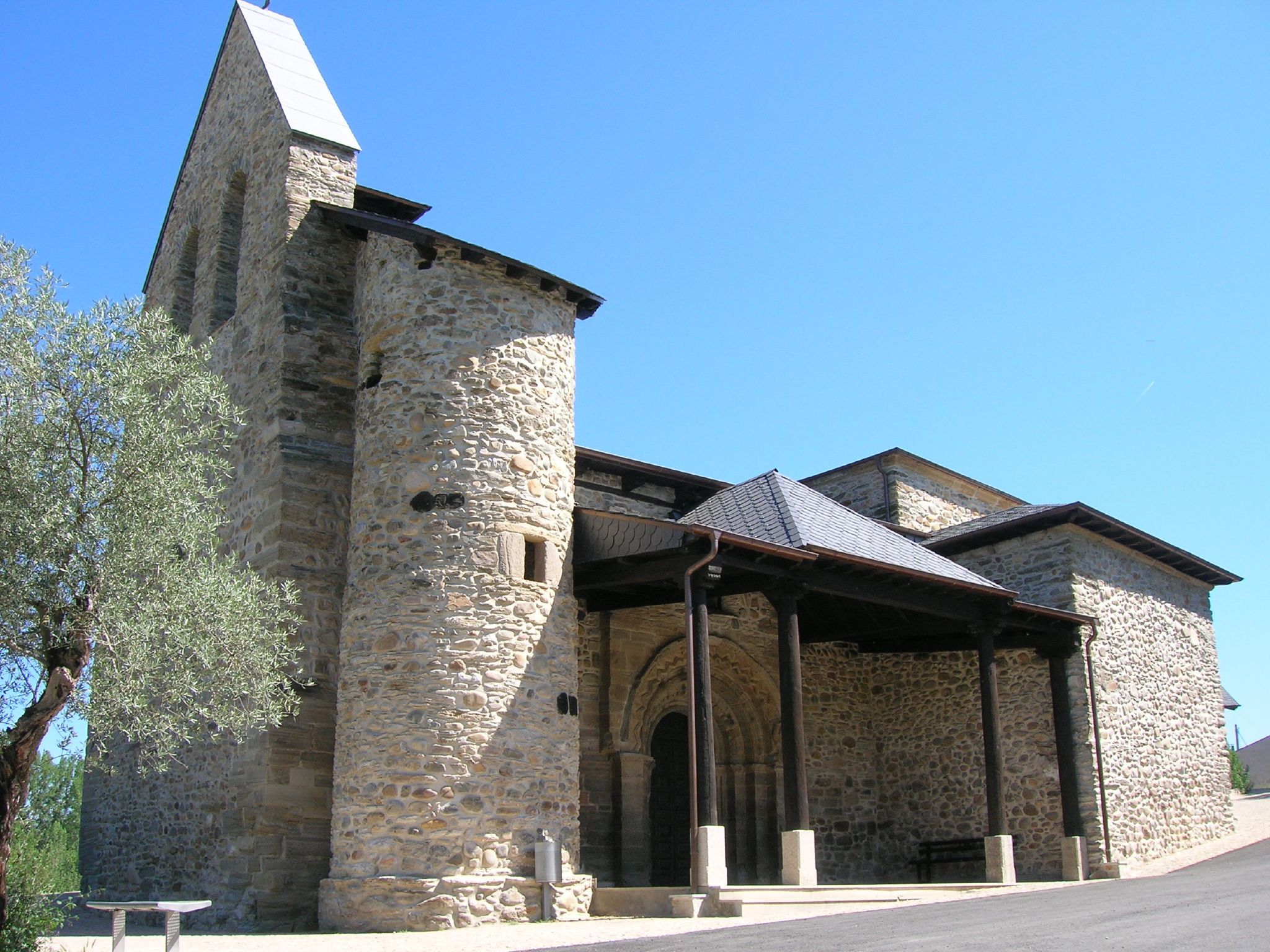
Stefanskirche

## Persönlichkeiten
- Capitolina Díaz (* 1952), Soziologin